# Bộ Phiến (片)
Bộ Phiến, bộ thứ 91 có nghĩa là "tấm" là 1 trong 34 bộ có 4 nét trong số 214 bộ thủ Khang Hy.
Trong Từ điển Khang Hy có 77 chữ (trong số hơn 40.000) được tìm thấy chứa bộ này.

## Tự hình Bộ Phiến (片)

Đại triện
Tiểu triện

## Chữ thuộc Bộ Phiến (片)
| Số nét bổ sung | Chữ                                 |
| -------------- | ----------------------------------- |
| 0              | 片/phiến/                           |
| 4              | 版/bản/                             |
| 5              | 牉/phán/ 牊                         |
| 8              | 牋/tiên/ 牌/bài/ 牍/độc/            |
| 9              | 牎/song/ 牏/du/ 牐/sáp/ 牑 牒/điệp/ |
| 10             | 牓/bảng/ 牔                         |
| 11             | 牕/song/ 牖/dũ/ 牗/dũ/              |
| 15             | 牘/độc/                             |